# Frédéric Zigante

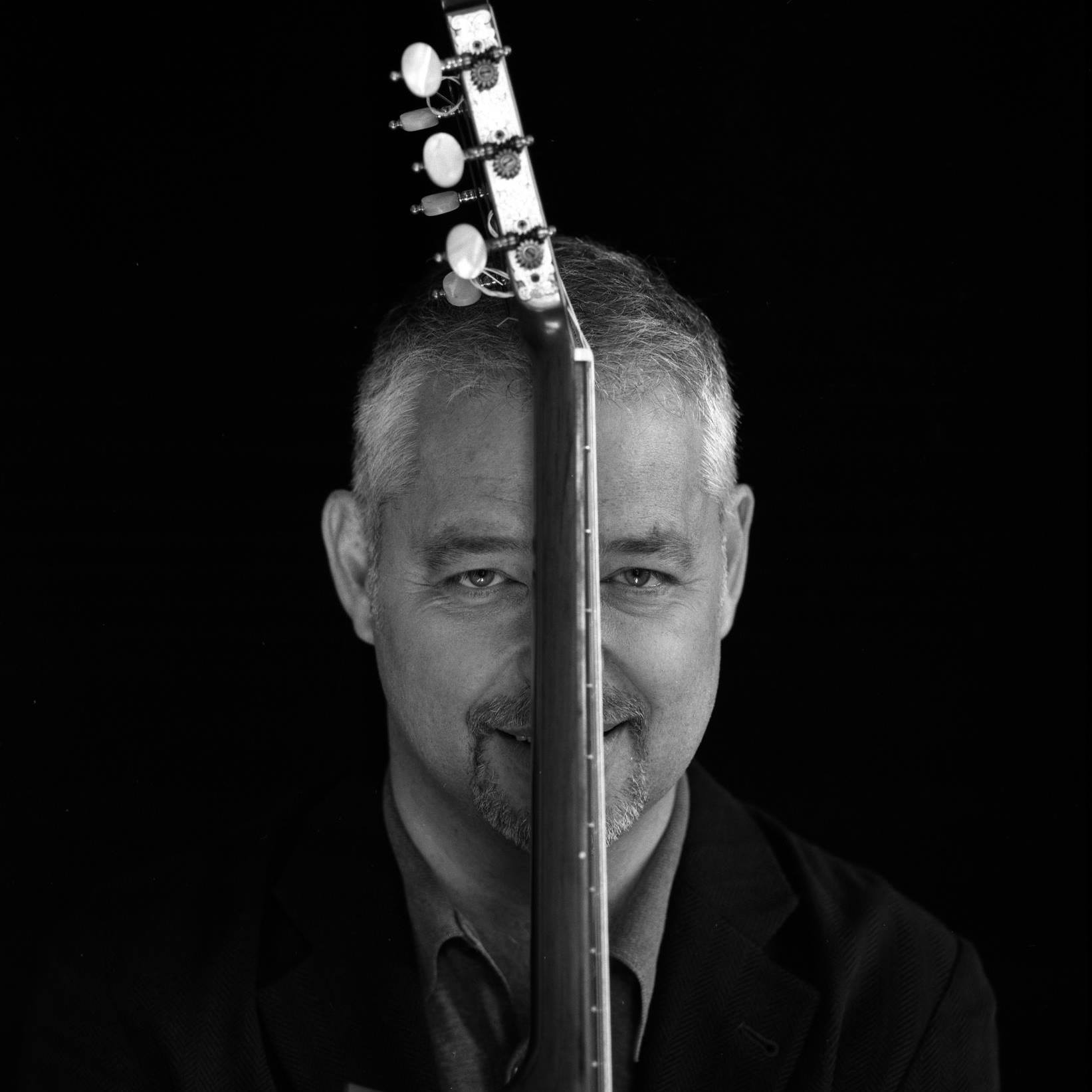
Frédéric Zigante

Frédéric Zigante (* 1961) ist ein französischer Gitarrist.

## Leben
Zigante studierte Gitarre bei Ruggero Chiesa, Alirio Díaz und Alexandre Lagoya am Konservatorium „Giuseppe Verdi“ in Mailand.
Er hält regelmäßig Vorträge in Europa und Asien und konzertierte bereits in der Suntory Hall in Tokio und im Concertgebouw in Amsterdam.
Zu seinem Repertoire zählen Johann Sebastian Bach, Niccolò Paganini, Heitor Villa-Lobos, Mauro Giuliani und Joaquín Rodrigo. Er brachte Werke von Alexandre Tansman, Franco Donatoni, Frank Martin und Steve Reich zu Ur- und Erstaufführung.
Er war an mehreren TV- und Rundfunkaufnahmen beteiligt, so für RAI, die BBC, Radio France, den Rundfunk der DDR, Radio Vaticana, Radio Suisse Romande und Radiotelevisión Española. Mehrere CD-Aufnahmen entstanden.
Zigante spielt auf einer Gitarre von Louis Panormo von 1828 und ist auf die Aufführungspraxis des 19. Jahrhunderts spezialisiert. Er ist Professor für Gitarre am Konservatorium in Triest und hält Meisterklassen in Spanien, China und der Schweiz ab.